# Sandy Creek (Carolina del Norte)
Sandy Creek es un pueblo ubicado en el condado de Brunswick, Carolina del Norte, Estados Unidos. Según el censo de 2020, tiene una población de 248 habitantes.
Es parte del área metropolitana de Myrtle Beach.

## Geografía
La localidad está ubicada en las coordenadas 34°16′55″N 78°9′31″O / 34.28194, -78.15861 (34.281894, -78.15871). Según la Oficina del Censo, la localidad tiene un área total de 3.69 km², correspondientes en su totalidad a tierra firme.

### Localidades adyacentes
El siguiente diagrama muestra a las localidades en un radio de 16 kilómetros (9,9 mi) de Sandy Creek.

## Demografía
En el 2000el ingreso promedio de un hogar era de $33.333 y el ingreso promedio de una familia era de $40.625. El ingreso per cápita para la localidad era de $14.296. En 2000 los hombres tenían un ingreso per cápita de $27.500 contra $22.813 para las mujeres. Alrededor del 8.50% de la población estaba bajo el umbral de pobreza nacional.
Según la estimación 2015-2019 de la Oficina del Censo, el ingreso promedio de un hogar es de $49.107 y el ingreso promedio de una familia es de $74.583. El 8.7% de la población está bajo el umbral de pobreza nacional.